# Воронцова, Ксения Ивановна
Ксения Ивановна Воронцова (26 января 1899 — 4 мая 1984) — советский педагог, хозяйственный, государственный и политический деятель, учительница начальных классов новосибирской школы № 12, заслуженный учитель школы РСФСР (1948).

## Биография
Родилась в Новосибирске в 1899 году. Член ВКП(б).
Выпускница Колыванского церковно-приходского двуклассное училища и двухгодичных педагогических курсов (Томск). В 1916 году зачислена в преподаватели начальных классов. Инспектор училищ Новониколаевского уезда Т. А. Гуринович определил её учителем в село Криводаново.
С 1916 года — на хозяйственной, общественной и политической работе. В 1916—1959 гг. — учитель начальных классов в средней школе № 12 города Новосибирска, автор методического пособия для учителей начальных классов.
В течение 43 лет трудилась в школах области и Новосибирска. На её занятиях присутствовали нарком просвещения А. С. Бубнов, советские и зарубежные делегации педагогов (во время посещения школы № 12).
Избиралась депутатом Верховного Совета РСФСР 2-го (1947) и 3-го (1950) созывов.
Умерла 4 мая 1984 года в Новосибирске.

## Брошюры
- Письменные работы по развитию речи;
- Работы по развитию речи;
- Мой опыт работы в школе;
- Опыт работы в 1-м классе;
- Как я обучаю чтению;
- Заметки учителя[1].

## Награды
Награждена двумя орденами Ленина (1944, 1949), медалью Ушинского (1949), званием «Заслуженный учитель школы РСФСР» (1948).